# Salminus franciscanus
Salminus franciscanus is een straalvinnige vissensoort uit de familie van karperzalmen (Characidae). De wetenschappelijke naam van de soort is voor het eerst geldig gepubliceerd in 2007 door Lima & Britski.